# شارل سورل
شارل سورل (به فرانسوی: Charles Sorel) رمان‌نویس، منتقد و مورخ قرن هفدهم میلادی اهل فرانسه است.